# BTV
BTV (rus. БТВ, Бельцкое ТелеВидение;) este unicul post local de televiziune din municipiul Bălți.

## Istoric
Teleradio Bălți a fost înregistrată prin decizia Primăriei Bălți la 20 august 1992, fondatorii căreia sunt compania Electroservice, Direcția de Telecomunicații Magistrale și însăși Primăria Bălți. La 15 februarie BTV obține licența de emisie. Între 18-20 februarie au fost făcute probe pentru ca în zilele următoare să fie difuzate emisiuni zilnic între orele 19 și 23, sâmbătă postul avea programe între 18-24 h, duminică - 16-23 h .
Din 2004 acționarul absolut al SA Teleradio-Bălți este Primăria Bălți. Grila de emisie BTV conține doar câteva buletine de știri proprii și retransmite emisiuni a unui poste TV ucrainean. În 2006 a intrat în vigoare nou Cod al audiovizualui care stipulează că autoritățile publice nu sunt în drept să dețină posturi TV sau radio, iar instituțiile audiovizuale trebuie reorganizate. Consiliul Municipal Bălți a aprobat decizia privind privatizarea „Teleradio-Bălți” abia la 5 martie 2008. 
La 14 noiembrie 2009 BTV și-a sistat transmisiunea, conform hotărârii Consiliului Coordonator al Audiovizualului (CCA) . La 27 noiembrie 2009, CCA a decis să prelungească dreptul de emisie până la 1 decembrie 2010, din cauza datoriei de 200 mii lei postul TV . La 1 decembrie BTV și-a reluat activitatea. Autoritățile bălțene au decis la 3 decembrie 2009 privatizarea BTV prin anunțarea unui concurs investițional, dar nu s-a înregistrat nici un doritor la Comisia de privatizare. În aceleași condiții, alte 4 concursuri pentru privatizarea au eșuat, ultimul încheindu-se la 22 iunie 2010 .
Între timp, la 12 aprilie 2010 a expirat licența de emisie a BTV, iar frecvența a fost scoasă la concurs . Însă instituția a continuat să emită. În ciuda acestor condiții, Consiliul municipal Bălți a decis în iunie alocarea aproximativ a 160 mii de lei către BTV pentru acoperirea cheltuielilor la realizarea unor emisiuni despre activitatea primăriei. Până la octombrie 2010 au mai fost alocate cca. 205,5 mii lei pentru plata serviciilor prestate de BTV 
În aprilie 2010 frecvența de emisie a fost scoasă de către CCA la concurs. Concursul pentru frecvență a fost câștigat la 19 octombrie 2010 de o altă companie, SRL «TV Bălți», fondată de unii colaboratori ai Teleradio-Bălți, antreprenori și Comunitatea rusă din Bălți . De menționat că directorul companiei SA „Teleradio-Bălți” și SRL „TV Bălți” este aceeași persoană, Eduard Rodiucov 
La finele anului 2010 Consiliu municipal a hotărât stoparea privatizării și inițierea procesului de lichidarea a televiziunii începând cu 1 martie 2011 
BTV a reînceput să emită din 17 martie 2012.